# Скалы Куш-Кая (Ласпи)

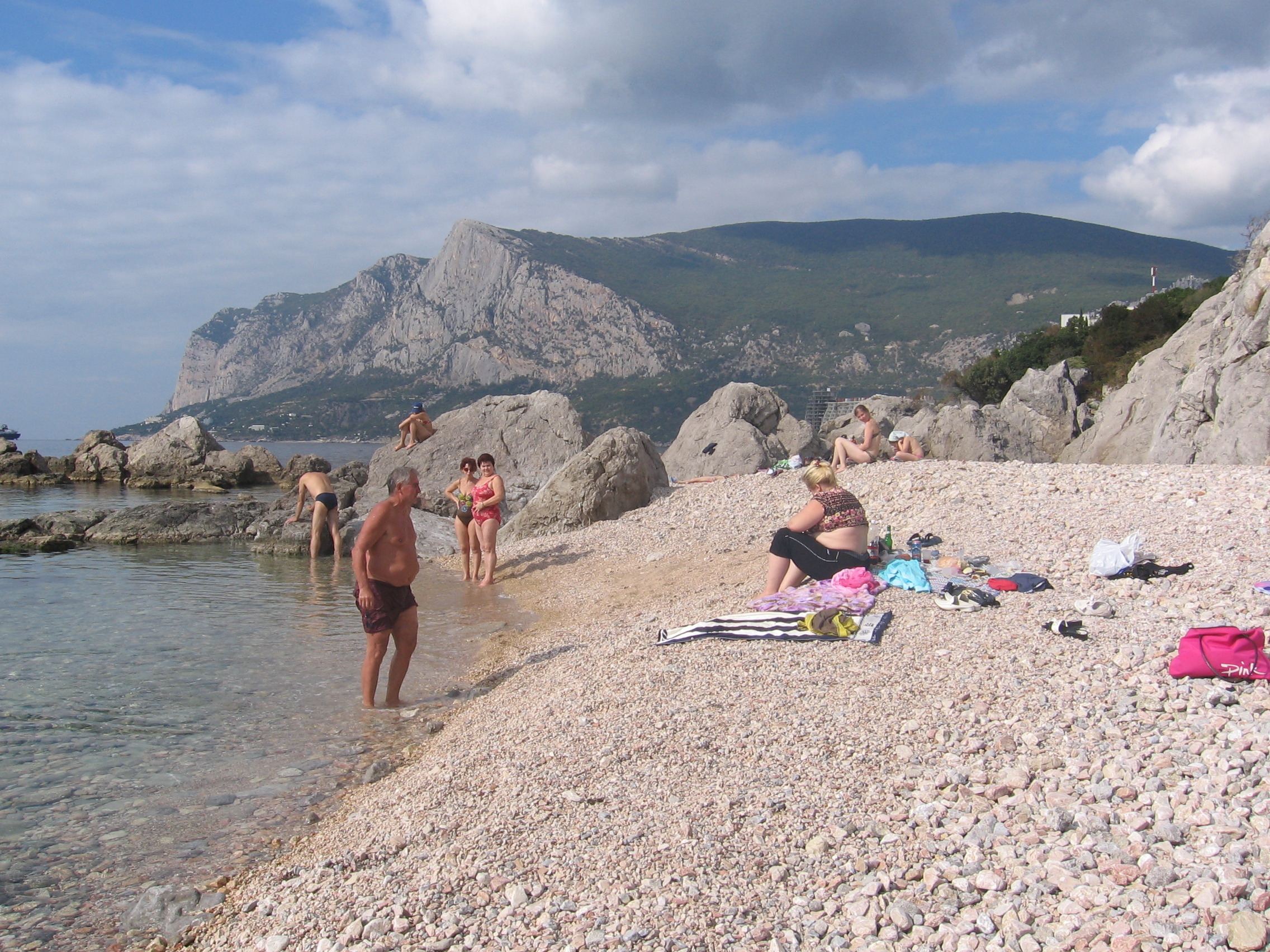

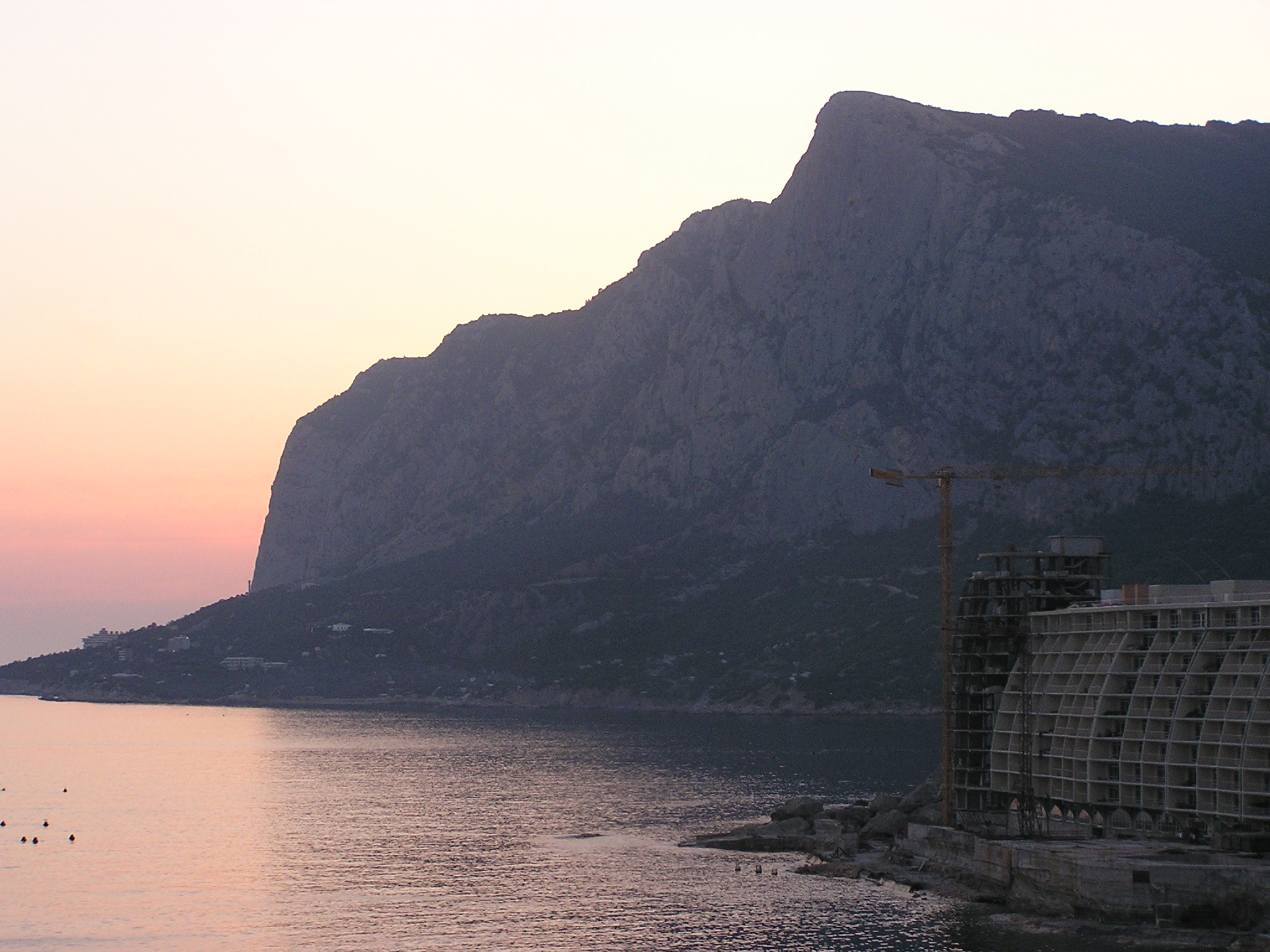
Вид из бухты Ласпи на западе солнца. Перед скалами в сторону моря — урочище Батилиман

Скалы Куш-Кая (Ласпи) расположены к северу от Батилимана урочища и побережья на Южном берегу Крыма.
Наибольшие высоты: г. Куш-Кая (664,3 м), г. Кокия-Кая-Баш (Кокия-Кала) (558,5 м).
Гора Куш-Кая (664,3 м) — «Птичья скала», расположена над урочищем Батилиман, к юго-западу от Ласпинского перевала. Куш-Кая замыкает с запада бухту Ласпи.  Название происходит от тюрк. куш — птица и кая — скала. Куш-Кая — это один из крупнейших рифов Крыма и Европы, который образовался около 140—165 млн лет назад на дне древнего океана Тетис из колоний кораллов и губок. Значительная часть горы покрыта соснами и можжевельником. Весной здесь много пионов. Вершина горы совершенно безлесная. На почти голой скале растут редкие можжевельники.
В давние времена в окрестностях горы собирались перед перелетом большие стаи дроф. Сегодня об этом напоминает лишь название, поскольку местные охотники быстро их истребили. Благодаря Куш-Кая, которая закрывает урочище от северных ветров, Батилиман славится своеобразным микроклиматом. Это заметнее всего зимой: когда наверху, на Ласпинском перевале может лежать снег и дуть пронзительный ветер, в это время внизу, под скалами Куш-Кая, стоит замечательная теплая погода.